# Galil ACE
Galil ACE — израильское семейство автоматического оружия, дальнейшее развитие автомата Galil. Семейство состоит из автоматов ACE 2x (калибр 5,56x45 мм) и 3x (калибр 7,62x39 мм), а также автоматических винтовок 5x (калибр 7,62x51 мм), в свою очередь подразделяющихся на варианты, отличающиеся длиной ствола.

## История
В 2006 году Колумбия купила лицензию на производство автоматов Galil. В дальнейшем, в результате военно-технического сотрудничества Израиля и колумбийской компании «INDUMIL» на основе конструкции автомата Galil AR был разработан автомат Galil ACE. Изменения были внесены в 43 из 96 деталей оружия (при этом 12 стальных деталей были заменены на пластмассовые). Помимо снабжения вооруженных сил Колумбии, часть выпущенных «Indumil» автоматов продается на экспорт (в том числе, в Израиль).
В январе 2014 года концерн «Israel Weapon Industries» запустил во Вьетнаме завод по производству автоматов Galil ACE 31 и Galil ACE 32. Изначально в средствах массовой информации появилась информация, что эти автоматы «призваны в течение нескольких лет заменить находящиеся на вооружении Народной армии Вьетнама автоматы Калашникова», однако в 2015 году в стране начались работы по модернизации автоматов АКМ. В 2016 году стало известно, что во Вьетнаме проявили заинтересованность к 7,62-мм варианту автомата «Galil ACE N» (модификация Galil ACE с новой конструкцией пламегасителя), но к этому времени уже был разработан автомат STL-1A, и в 2019 году министерство обороны Вьетнама начало массовую модернизацию автоматов АКМ до уровня STL-1A.
С лета 2014 года украинское предприятие НПО «Форт» имеет лицензию на производство Galil ACE под индексами Форт-227 (Galil ACE 22), Форт-228 (Galil ACE 31) и Форт-229 (Galil ACE 53), однако и в настоящее время основным оружием в вооруженных силах и иных государственных силовых структурах Украины остаются автоматы Калашникова советского производства.
В октябре 2020 года IWI USA представила лимитированную версию Galil ACE под калибр 5,45x39 мм с двумя вариантами длины ствола (210 мм и 406 мм) и с возможностью использовать магазины от АК-74.

## Варианты
В связи с используемым типом боеприпасов меняется и длина ствола, что нашло отражение в разной индексации стволов штурмовой винтовки Galil ACE:
- Galil ACE 21 — рассчитана на использование патрона 5,56×45 мм, ствол длиной 215 мм;
- Galil ACE 22 — рассчитана на использование патрона 5,56×45 мм, ствол длиной 332 мм;
- Galil ACE 23 — рассчитана на использование патрона 5,56×45 мм, ствол длиной 406 мм;
- Galil ACE 31 — рассчитана на использование патрона 7,62×39 мм, ствол длиной 216 мм;
- Galil ACE 32 — рассчитана на использование патрона 7,62×39 мм, ствол длиной 409 мм;
- Galil ACE 52 — рассчитана на использование патрона 7,62×51 мм, ствол длиной 409 мм;
- Galil ACE 53 — рассчитана на использование патрона 7,62×51 мм, ствол длиной 511 мм.
- Galil Ace N — рассчитана на использование патрона 5,56×45 мм, имеет адаптер под магазины от штурмовой винтовки М16:
  - Galil ACE N 21 — вес 3,1 кг, ствол длиной 216 мм;
  - Galil ACE N 22 — вес 3,4 кг, ствол длиной 330 мм;
  - Galil ACE N 23 — вес 3,45 кг, ствол длиной 406 мм.

## Преимущества
- Компактная лёгкая штурмовая винтовка в трёх вариантах по длине.
- Современная эргономичная обтекаемая конструкция.
- Использует стандартный магазин Галиля на 25—35 патронов (зависит от калибра).
- Имеет затворную задержку.
- Исключительный спусковой механизм, основанный на снайперском варианте Galil для более точной стрельбы.
- Щелевой надульный пламегаситель также снижает часть отдачи при стрельбе.
- Вентилируемо-охлаждаемое оружие с газоотводной автоматикой.
- Легко используемое как и правшой, так и левшой.
- Удобный механический прицел для ведения боя в ночное время.
- Телескопический приклад с резиновым затыльником[11].